# Batsoà
I batsoà costituiscono un antico piatto povero della cucina piemontese (in particolar modo di quella canavesana) che hanno come principale ingrediente il piedino di maiale (o di vitello) fritto.

## Etimologia
Originariamente venivano chiamate, in francese, bas de soie (pron.: bad'suà), cioè "calze di seta",  più che un'allusione alla tenerezza del cibo in questione, un'allusione antifrastica e ironica alla somiglianza fra il piedino e le calze da seta femminili di un tempo.

## Preparazione
Il piedino, precedentemente raschiato per privarlo delle setole e preferibilmente diviso in due per la lunghezza, va cotto lungamente in acqua e aceto fino ad ammorbidirne la cotenna e le cartilagini. Quindi, disossato, viene passato nell'uovo sbattuto con sale e pepe, poi nella farina di mais e fritto in abbondante burro spumoso.
Deve risultare croccante e tenero al tempo stesso. Viene servito tradizionalmente con il bagnet verd. È uno dei piatti tradizionali serviti al Festival delle Sagre di Asti.